# مقاتلون من أجل السلام

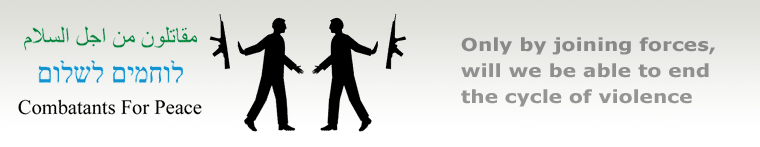
شعار مقاتلون من أجل السلام

مقاتلون من أجل السلام (بالعبرية: לוחמים לשלום‏) هي منظمة غير حكومية فلسطينية - إسرائيلية وحركة مساواة ثنائية القومية ملتزمة بالعمل اللاعنفي ضد «الاحتلال الإسرائيلي وجميع أشكال العنف» في إسرائيل والأراضي الفلسطينية.
تشكلت الحركة في عام 2006 من قبل الفلسطينيين والإسرائيليين الذين لعبوا دورًا نشطًا في دورة العنف، وقرروا العمل سويًا لتعزيز الحل السلمي من خلال العمل اللاعنفي. الأصل، كان النشطاء فقط مقاتلين سابقين: الجنود الإسرائيليون ورفضو الخدمة في الجيش الإسرائيلي والمقاتلون الفلسطينيون. تضم الحركة اليوم أيضًا رجالًا ونساءًا لم يلعبوا أبدًا دورًا عنيفًا في الصراع. مقاتلون من أجل السلام هي مجموعة السلام الأولى والوحيدة في جميع أنحاء العالم التي تأسست ويديرها مقاتلون السابقون من جانبي الصراع النشط، فجميع مبادرات السلام المشتركة الأخرى من قدامى المحاربين لم يتم تأسيسها إلا بعد التوصل إلى حل سلمي للنزاع.
تم إنتاج الفيلم الوثائقي "إزعاج السلام" في عام 2016 حول عمل «مقاتلون من أجل السلام». يتم عرض الفيلم في جميع أنحاء إسرائيل وفلسطين والولايات المتحدة وأوروبا. فاز الفيلم بالعديد من الجوائز على المستوى الدولي بما في ذلك جائزة إيبرت الإنسانية الأولى.

## الرؤية والرسالة والأهداف
«تأسست حركة» مقاتلون من أجل السلام«في عام 2006 من قبل مقاتلين سابقين، إسرائيليين وفلسطينيين، من الذين كان لهم دور نشط في الصراع بين الشعبين. ان حركة مقاتلون من اجل السلام هي حركة ثنائية القومية وطنية مبنية على أساس العدل والمساواة وعلى أساس الاعتقاد القائم ان دوامة العنف يمكن كسرها فقط بتوحيد جهود الطرفين، الإسرائيلي والفلسطيني. منذ تأسيسها تلتزم الحركة بالنضال اللا-عنفي المشترك، وتعمل على حل الصراع عن طريق إنهاء الاحتلال الإسرائيلي وجميع أشكال العنف بين الجانبين وبناء مستقبل مشرق لكلا الشعبين.على مدى أكثر من عقد من الزمن، كنا نجسد نموذج لقيمنا الإنسانية المتمثلة في الحرية، الديمقراطية، الأمن والكرامة للجميع. نحن نتصور حركة مقاتلين من أجل السلام كمجتمع ثنائية القومية قوي وذي نفوذ واسع - مجتمع يجسد التعاون المشترك، المقاومة المشتركة للاحتلال والعنف، والتي تشكل الأساس للتعايش في المستقبل. من خلال النضال اللا-عنفي المشترك الذي نطبقه في الوقت الحاضر، نحن نضع الأسس لمستقبل خالي من العنف.وفقا لقيمنا، نحن نعمل على حل الدولتين على حدود 1967 أو أي حل اخر متفق عليه من قبل الطرفين، من شأنه أن يسمح لكل من الإسرائيليين والفلسطينيين التمتع بالحرية، الأمن الديمقراطية والكرامة في وطنهم.»
يصف مقاتلون من أجل السلام أهدافهم الرئيسية:
- بناء مجتمع من النشطاء الفلسطينيين والإسرائيليين أخذ بالاتساع مبني على أساس المجموعات الإقليمية ثنائية القومية التابعة للحركة والتي تجسد رؤيتنا وتكون نموذجا لكل من الشعبين ومستقبلهم.[1]
- دعم الأنشطة ذات الطايع ثنائي القومية على نطاق وطني واسع وفعال يروج لللا-عنف ويعزز مبدئ الحرية والأمن لكلا الشعبين في وطنهم.[1]
- العمل على تغيير المواقف على نطاق واسع، سواء داخل الجمهور الإسرائيلي أو الفلسطيني، ليشمل أيضا صناع القرار في الطبقة السياسة الحاكمة.[1]

## الأنشطة
نظم المقاتلون من أجل السلام سلسلة من الاجتماعات بين قدامى المحاربين من كلا الجانبين، معظمها في القدس الشرقية في السنوات الأولى، لكنها توسعت الآن إلى 10 مجموعات محلية ثنائية القومية تعمل بين كل من طولكرم - تل أبيب، ونابلس - تل أبيب، ورام الله - تل أبيب، والقدس - أريحا، والقدس - بيت لحم، وبئر السبع - الخليل في الشمال. بالإضافة إلى ذلك، ينظم مقاتلون من أجل السلام الآن مجموعتين إسرائيليتين وفلسطينيتين ثنائيتي القومية على مستوى المنطقة، ومجموعة مسرح المقهورين ومجموعة نسائية، كما يشاركون في أعمال المساعدات الإنسانية وإعادة بناء الملاعب المهدمة والمنازل والمدارس والبساتين في الضفة الغربية.
تشمل الأنشطة الأخرى ما يلي:
- عقد اجتماعات المقاتلين السابقين، والسماح لكل جانب برواية قصته الخاصة وفهم رواية الطرف الآخر.
- عقد اجتماعات داخلية ومحاضرات تثقيفية في المنتديات العامة من كلا الجانبين (بما في ذلك في الجامعات ومجموعات الشباب والمدارس على كلا الجانبين، إلخ).
- الإجراءات المباشرة والاحتجاجات ضد سياسة الاحتلال ونتائجها مثل حواجز الطرق وهدم المنازل والقيود على المزارعين الفلسطينيين ومصادرة الأراضي من قبل المستوطنين الإسرائيليين.[1][10]
- تنظيم رحلات يومية مشتركة وجولات تعليمية للإسرائيليين للاطلاع على الوضع في الضفة الغربية المحتلة.[11]
- أعمال تضامنية مثل حصاد الزيتون المشترك والعمل الزراعي، لمساعدة المزارعين الفلسطينيين الذين يواجهون صعوبات في العمل في أراضيهم بالقرب من مواقع الجيش والمستوطنات اليهودية.[12]
- بناء الملاعب والمدارس للمجتمعات الفلسطينية، لإعطاء الأمل للأطفال الذين يعيشون حياة غارقة في العنف والخوف.
- تمويل مناسبات خاصة مثل الاحتفال باليوم الذكرى المشترك، والسماح لكلا الجانبين بالحداد معًا لضحايا النزاع والدعوة إلى إنهاء العنف.
- توفير المعلومات ورفع مستوى الوعي العام على مستوى العالم من خلال وسائل الإعلام وجولات المحاضرات الدولية.[13]
- بناء تحالفات مع مجموعات نشطاء أخرى على الأرض من أجل الحصول على تأثير أكبر ومساعدة المحتاجين. تحالفان بارزان هما صمود: مخيم الحرية وائتلاف وادي الأردن. ساعد صمود على إعادة توطين عائلتين فلسطينيتين على أرضهما،[14] ويسعى ائتلاف وادي الأردن إلى حماية الرعاة البدو ومجتمعاتهم من العنف.
- التدريبات على التواصل اللاعنفي وتدريبات نشطاء اللاعنف للنشطاء المقاتلين،[15] وتعمل هذه التدريبات على تعليم نشطاء مقاتلون من أجل السلام كيفية التعامل اللاعنفي عند مواجهة كل من المواقف العنيفة المباشرة وبشكل عام، المجتمع العنيف - وللمساعدة في تحويل هذه التفاعلات إلى النشاط لاعنفي فعال.

## وسائل الإعلام
تمت مقابلة مقاتلون من أجل السلام على شبكة سي إن إن، بواسطة برنامج الديمقراطية الآن!، ومقال في الصفحة الأولى في النيويورك تايمز، والعديد من المقالات التي ظهرت على بي بي سي، وظهرت في هافينغتون بوست، ولوس أنجلوس تايمز، والجزيرة، والصفحة الأولى لصحيفة جيروزاليم بوست.

## الجوائز
فاز مقاتلون من أجل السلام بسلسلة من الجوائز لنشاطهم اللاعنفي والمشترك منها:
- ترشيح لجائزة نوبل للسلام عامي 2017 و2018،[29] رشح على وجه التحديد اثنين من المؤسسين هما سليمان الخطيب وخين ألون.
- جائزة الحوار الأورومتوسطي لعام 2009.[30]
- جائزة بيرلسون جامعة بن جوريون.[31]
- جائزة فريدريش سيجموند-شولتز للاعنف.
- جائزة سينما من أجل السلام عام 2017.
- جائزة فيفر الدولية للسلام من زمالة المصالحة الأمريكية عام 2016.
- أول نسخة من جائزة روجر إيبرت الإنسانية عام 2016
- جائزة بيس دايركت: بُناة سلام الغد عام 2015
- جائزة تافتس العالمية للقيادة عام 2015.[32]
- جائزة فيكتور غولدبرغ للسلام في الشرق الأوسط من معهد التعليم الدولي، مُنحت لكل من بسام عرامين وأفنر ويشنيتزر، مؤسسان مشاركان لـ«مقاتلون من أجل السلام» عام 2010.[33][34]
- جائزة شجاعة الضمير من مؤسسة كنيسة السلام عام 2009
- جائزة آنا ليند الأورومتوسطية للحوار بين الثقافات عام 2009.[35]
- جائزة مؤسسة ليفيا لتسوية النزاعات عام 2009.
- جائزة «البحث عن أرضية مشتركة» عام 2007.[36]
- تكريم سليمان الخطيب ويوناتان شابيرا نيابة عن «مقاتلون من أجل السلام» من مدينة فيلادلفيا قرار صادر عن مجلس المدينة عام 2006.